# Championnat d'Espagne féminin de football
 (mai 2022).
Le championnat d'Espagne féminin de football, aussi appelé Liga F officiellement Liga F Moeve pour des raisons de parrainage, est le championnat féminin espagnol de football de plus haut niveau. Créé en 1988 par la Fédération royale espagnole de football (RFEF).
Le FC Barcelone, tenant du titre en 2025, est le club le plus titré avec dix victoires.

## Palmarès
| Édition           | Saison        | Champion                 | Vice-champion            | Troisième             | Meilleure buteuse                                            | Meilleure buteuse                                            |
| Édition           | Saison        | Champion                 | Vice-champion            | Troisième             | Joueuse                                                      | Buts                                                         |
| Liga Nacional     | Liga Nacional | Liga Nacional            | Liga Nacional            | Liga Nacional         | Liga Nacional                                                | Liga Nacional                                                |
| ----------------- | ------------- | ------------------------ | ------------------------ | --------------------- | ------------------------------------------------------------ | ------------------------------------------------------------ |
| 1re               | 1988-1989     | Penya Barcelonista       | Parque Alcobendas        | Espanyol de Barcelone | Aucune donnée connue à ce jour, votre aide est la bienvenue. | Aucune donnée connue à ce jour, votre aide est la bienvenue. |
| 2e                | 1989-1990     | Atlético Villa de Madrid | Penya Barcelonista       | Espanyol de Barcelone | Aucune donnée connue à ce jour, votre aide est la bienvenue. | Aucune donnée connue à ce jour, votre aide est la bienvenue. |
| 3e                | 1990-1991     | Oiartzun KE              | Atlético Villa de Madrid | Añorga KKE            | Aucune donnée connue à ce jour, votre aide est la bienvenue. | Aucune donnée connue à ce jour, votre aide est la bienvenue. |
| 4e                | 1991-1992     | Añorga KKE               | CF Barcelone             | Oiartzun KE           | Aucune donnée connue à ce jour, votre aide est la bienvenue. | Aucune donnée connue à ce jour, votre aide est la bienvenue. |
| 5e                | 1992-1993     | Oroquieta Villaverde     | Añorga KKE               | CF Barcelone          | Aucune donnée connue à ce jour, votre aide est la bienvenue. | Aucune donnée connue à ce jour, votre aide est la bienvenue. |
| 6e                | 1993-1994     | Oroquieta Villaverde     | Añorga KKE               | CF Barcelone          | Aucune donnée connue à ce jour, votre aide est la bienvenue. | Aucune donnée connue à ce jour, votre aide est la bienvenue. |
| 7e                | 1994-1995     | Añorga KKE               | Oroquieta Villaverde     | Espanyol de Barcelone | Aucune donnée connue à ce jour, votre aide est la bienvenue. | Aucune donnée connue à ce jour, votre aide est la bienvenue. |
| 8e                | 1995-1996     | Añorga KKE               | Oroquieta Villaverde     | Espanyol de Barcelone | Aucune donnée connue à ce jour, votre aide est la bienvenue. | Aucune donnée connue à ce jour, votre aide est la bienvenue. |
| División de Honor |               |                          |                          |                       |                                                              |                                                              |
| 9e                | 1996-1997     | San Vicente CFF          | Añorga KKE               | Guillén Lafuerza      | Aucune donnée connue à ce jour, votre aide est la bienvenue. | Aucune donnée connue à ce jour, votre aide est la bienvenue. |
| 10e               | 1997-1998     | Atlético Málaga          | San Vicente CFF          | Pas de classement     | Aucune donnée connue à ce jour, votre aide est la bienvenue. | Aucune donnée connue à ce jour, votre aide est la bienvenue. |
| 11e               | 1998-1999     | Oroquieta Villaverde     | CFF Puebla               | Pas de classement     | Aucune donnée connue à ce jour, votre aide est la bienvenue. | Aucune donnée connue à ce jour, votre aide est la bienvenue. |
| 12e               | 1999-2000     | CFF Puebla               | AD Torrejón              | Pas de classement     | Aucune donnée connue à ce jour, votre aide est la bienvenue. | Aucune donnée connue à ce jour, votre aide est la bienvenue. |
| 13e               | 2000-2001     | Levante UD               | Eibartarrak FT           | Pas de classement     | Aucune donnée connue à ce jour, votre aide est la bienvenue. | Aucune donnée connue à ce jour, votre aide est la bienvenue. |
| Superliga         |               |                          |                          |                       |                                                              |                                                              |
| 14e               | 2001-2002     | Levante UD               | CFF Puebla               | Espanyol de Barcelone | Aucune donnée connue à ce jour, votre aide est la bienvenue. | Aucune donnée connue à ce jour, votre aide est la bienvenue. |
| 15e               | 2002-2003     | Athletic Bilbao          | Levante UD               | CFF Puebla            | Aucune donnée connue à ce jour, votre aide est la bienvenue. | Aucune donnée connue à ce jour, votre aide est la bienvenue. |
| 16e               | 2003-2004     | Athletic Bilbao          | CE Sabadel               | Levante UD            | M. Pérez                                                     |                                                              |
| 17e               | 2004-2005     | Athletic Bilbao          | Levante UD               | Espanyol de Barcelone | M. Cubí                                                      | 32                                                           |
| 18e               | 2005-2006     | Espanyol de Barcelone    | CD Híspalis              | Levante UD            | A. Jiménez                                                   | 29                                                           |
| 19e               | 2006-2007     | Athletic Bilbao          | Espanyol de Barcelone    | Levante UD            | A. Martín                                                    | 30                                                           |
| 20e               | 2007-2008     | Levante UD               | Rayo Vallecano           | Athletic Bilbao       | N. Pablos                                                    | 24                                                           |
| 21e               | 2008-2009     | Rayo Vallecano           | Levante UD               | Athletic Bilbao       | E. Vázquez                                                   | 32                                                           |
| 22e               | 2009-2010     | Rayo Vallecano           | Espanyol de Barcelone    | Athletic Bilbao       | A. Martin                                                    | 35                                                           |
| 23e               | 2010-2011     | Rayo Vallecano           | Espanyol de Barcelone    | Athletic Bilbao       | V. Boquete                                                   | 39                                                           |
| Primera División  |               |                          |                          |                       |                                                              |                                                              |
| 24e               | 2011-2012     | FC Barcelone             | Athletic Bilbao          | Espanyol de Barcelone | S. Bermúdez                                                  | 38                                                           |
| 25e               | 2012-2013     | FC Barcelone             | Athletic Bilbao          | Atlético de Madrid    | N. Pablos                                                    | 21                                                           |
| 26e               | 2013-2014     | FC Barcelone             | Athletic Bilbao          | Atlético de Madrid    | S. Bermúdez                                                  | 28                                                           |
| 27e               | 2014-2015     | FC Barcelone             | Atlético de Madrid       | Athletic Bilbao       | S. Bermúdez A. Martín                                        | 22                                                           |
| 28e               | 2015-2016     | Athletic Bilbao          | FC Barcelone             | Atlético de Madrid    | J. Hermoso                                                   | 24                                                           |
| 29e               | 2016-2017     | Atlético de Madrid       | FC Barcelone             | Valence CF            | J. Hermoso                                                   | 35                                                           |
| 30e               | 2017-2018     | Atlético de Madrid       | FC Barcelone             | Athletic Bilbao       | C. Corral                                                    | 24                                                           |
| 31e               | 2018-2019     | Atlético de Madrid       | FC Barcelone             | Levante UD            | J. Hermoso                                                   | 24                                                           |
| 32e               | 2019-2020     | FC Barcelone             | Atlético de Madrid       | Levante UD            | J. Hermoso                                                   | 15                                                           |
| 33e               | 2020-2021     | FC Barcelone             | Real Madrid              | Levante UD            | J. Hermoso                                                   | 31                                                           |
| 34e               | 2021-2022     | FC Barcelone             | Real Sociedad            | Real Madrid           | Geyse A. Oshoala                                             | 20                                                           |
| 35e               | 2022-2023     | FC Barcelone             | Real Madrid              | Levante UD            | A. Redondo                                                   | 28                                                           |
| 36e               | 2023-2024     | FC Barcelone             | Real Madrid              | Atlético de Madrid    | C. Graham Hansen                                             | 21                                                           |
| 37e               | 2024-2025     | FC Barcelone             | Real Madrid              | Atlético de Madrid    | E. Pajor                                                     | 25                                                           |

## Statistiques

### Bilan par club
| Rang | Clubs                        | Titre(s) | Année(s)                                                   |
| ---- | ---------------------------- | -------- | ---------------------------------------------------------- |
| 1    | FC Barcelone                 | 10       | 2012, 2013, 2014, 2015, 2020, 2021, 2022, 2023, 2024, 2025 |
| 2    | Athletic Bilbao              | 5        | 2003, 2004, 2005, 2007, 2016                               |
| 3    | Levante UD                   | 4        | 1997, 2001, 2002, 2008                                     |
| 3    | Atlético de Madrid           | 4        | 1990, 2017, 2018, 2019                                     |
| 5    | Añorga KKE                   | 3        | 1992, 1995, 1996                                           |
| 5    | CD Oroquieta Villaverde      | 3        | 1993, 1994, 1999                                           |
| 5    | Rayo Vallecano               | 3        | 2009, 2010, 2011                                           |
| 8    | Espanyol de Barcelone        | 1        | 2006                                                       |
| 8    | Irex Puebla                  | 1        | 2000                                                       |
| 8    | Penya Barcelonista Barcelone | 1        | 1989                                                       |
| 8    | Oiartzun KE                  | 1        | 1991                                                       |
| 8    | Málaga CF                    | 1        | 1998                                                       |

## Records
- Plus grand nombre d'apparitions : 32 saisons, FC Barcelone
- Plus grand nombre de matchs joués : 739, RCD Espanyol *
- Plus grand nombre de victoires au total : 481, FC Barcelone
- Plus grand nombre de buts marqués : 2022, Levante UD *
- Plus grand nombre de victoires au cours d'une saison au total : 33, FC Barcelone (2020-2021)
- Plus grand nombre de buts en championnat marqués au cours d'une saison : 246, Levante UD (2000-01)
- Plus grand nombre de matchs consécutives sans défaite à domicile : 69, FC Barcelone (2019–)
- Plus grand nombre de victoires consécutives : 62, FC Barcelone (2019-2023)
- Plus grand nombre de victoires consécutives à domicile : 69, FC Barcelone (2019–)
- Plus longue série de matchs en ayant marqués au moins un but : 111, FC Barcelone (2019–)
- Meilleur pourcentage de victoires sur une saison au total : 100 % (28v-0d-0l) Levante UD (2000-01), 100 % (30w-0d-0l) FC Barcelone (2021-22)
- Plus grand nombre de points au cours d'une saison au total : 99 (3 points pour une victoire) , FC Barcelone (2020-21)

* Dernière mise à jour : le 11 septembre 2022

### Statistiques par joueuses
(mai 2022).
- Si vous ne connaissez pas le sujet, laissez ce bandeau (vous pouvez alors contacter les auteurs).
- Si vous supprimez le contenu mis en cause (vous pouvez préalablement contacter les auteurs),

argumentez précisément cette suppression dans la page de discussion
(un manque de référence n'est pas un argument ; une recherche réelle de référence doit avoir été effectuée, être formellement documentée).

#### Joueuses ayant le plus de matchs
Vanesa Gimbert a joué le plus de matchs de Primera Division à poule unique. Les données ne sont malheureusement pas complètes en raison du peu d'informations données par les sites espagnoles, mais peuvent être complétées par d'autres bases de données. Néanmoins, aucun placement exact n'est donné ici.
Comme seules 24 à 34 apparitions par saison sont possibles (hors séries) pour les saisons récentes, la marque de 400 matchs pour un joueur régulier correspond à une période de plus de 15 ans sans blessures.
| #  | Nom                 | Matchs  | But(s) | Période | Nb Saisons | Club(s) |
| -- | ------------------- | ------- | ------ | ------- | ---------- | --- |
| 1  | Marta Torrejón      | 542-553 | 81+    | 2004-25 | 21         | RCD Espanyol (213-224), FC Barcelone (329) |
| 2  | Silvia Meseguer     | 470     | 32     | 2005-23 | 18         | Zaragoza CFF (71), RCD Espanyol (144), Atlético Madrid (225), Seville FC (30) |
| 3  | Vanesa Gimbert      | 464-603 | 84+    | 1998-22 | 24         | Montilla CF (0-18), Levante UD (5-94), Estudiantes Huelva (10-26), Seville FC (69-70), Rayo Vallecano (61-76), RCD Espanyol (88), Athletic Bilbao (231)                                 |
| 4  | Amanda Sampedro     | 442-444 | 84+    | 2008-24 | 17         | Atlético Madrid (385-387), Seville FC (57) |
| 5  | Priscila Borja (es) | 441+    | 173+   | 2001-21 | 20         | Hispalis (6+), CE Sabadell FC (20+), Estudiantes de Huelva (20+), CFF Puebla (47+), Sporting Huelva (24), Rayo Vallecano (29), Atlético Madrid (186+), Real Betis (76), Madrid CFF (33) |
| 6  | Melanie Serrano     | 436     | 26     | 2004-   | 19         | FC Barcelone (406), FC Levante Badalona (30) |
| 7  | Erika Vázquez       | 431-483 | 280+   | 1999-22 | 21         | SD Lagunak (24-76), Athletic Bilbao (378), RCD Espanyol (29) |
| 8  | Iraia Iturregi (es) | 425     | 58     | 1999-17 | 18         | CD Sondika (14), SD Leioa (54), Athletic Bilbao (357) |
| 9  | Mari Paz Vilas (es) | 415+    | 230+   | 2006-23 | 17         | Levante UD (49), FC Barcelone (45+), RCD Espanyol (59), Valencia CF (182), Betis (54), Levante Las Planas (26)                                                                          |
| 10 | Débora García       | 415     | 29     | 2006-   | 19         | RCD Espanyol (145), L'Estartit (43), Atlético Madrid (51), Valencia CF (74), Seville FC (102)                                                                                           |
| 11 | Míriam Diéguez      | 411+    | 44+    | 2002-23 | 19         | RCD Espanyol (153+), Rayo Vallecano (18-20), FC Barcelone (140), Levante UD (30), Málaga (25), Alavés (45)                                                                              |

Les joueuses en gras sont encore en activité. Mis à jour au 16 août 2025.
Un nombre après un tiret représente le nombre maximal de match que la joueuse aurait pu jouer en fonction des données manquantes, et celui avant le tiret est le nombre de match dont on est sur qu'elle a pris part.

#### Meilleures buteuses
| # | Nom                 | But(s) | Matchs | Club(s) |
| - | ------------------- | ------ | ------ | --- |
| 1 | Sonia Bermúdez (es) | 292+   | 393+   | Estudiantes de Huelva (3+), Sabadell (5+), Rayo Vallecano (98+), FC Barcelone (107), Atlético Madrid (72), Levante UD (7) |
| 2 | Erika Vázquez       | 280+   | 431+   | SD Lagunak (18+), Athletic Bilbao (240), RCD Espanyol (22)                                                                |
| 3 | Natalia Pablos      | 246    | 300+   | Rayo Vallecano (246) |
| 4 | Jennifer Hermoso    | 232+   | 347+   | |
| 5 | Mari Paz Vilas (es) | 230+   | 415+   | |
| 6 | Adriana Martín      | 214+   | 273+   | |

Les joueuses en gras sont encore en activité. Mise à jour au 3 mai 2025.